# ویسکی ژاپنی
ویسکی ژاپنی یک سبک از ویسکی است که در ژاپن توسعه یافته و تولید می‌شود. تولید ویسکی در ژاپن از حدود سال ۱۸۷۰ آغاز شد، اما اولین تولید تجاری در سال ۱۹۲۳ با افتتاح اولین کارخانه تقطیر کشور، یامازاکی، صورت گرفت. به‌طور کلی، سبک ویسکی ژاپنی بیشتر به ویسکی اسکاتلندی شباهت دارد.
چندین شرکت در ژاپن ویسکی تولید می‌کنند، اما دو شرکت معروف و در دسترس‌تر سانتوری و نیکا هستند. هر دو این شرکت‌ها ویسکی‌های مخلوط و تک مالت و ویسکی مالت مخلوط تولید می‌کنند، که ویسکی‌های مخلوط اصلی آن‌ها شامل Suntory kakubin (角瓶, بطری مربع) و Black Nikka Clear است. همچنین بسیاری از بطری‌های ویژه و نسخه‌های محدود نیز وجود دارد.

## سبک
تولید ویسکی ژاپنی به عنوان تلاشی آگاهانه برای بازسازی سبک ویسکی اسکاتلندی آغاز شد. پیشگامانی مانند ماساتاکا تاکتسورو به دقت فرایند ساخت ویسکی اسکاتلندی را مطالعه کردند و تلاش‌های زیادی برای بازسازی آن فرایند در ژاپن انجام دادند. موقعیت مکانی یویچی در هوکایدو به‌ویژه به خاطر زمین و آب و هوای آن انتخاب شد که در بسیاری از جنبه‌ها یادآور اسکاتلند بود (اگرچه محدودیت‌های مالی باعث شد که اولین کارخانه در مکان مناسب‌تری به نام یامازاکی در جزیره اصلی ساخته شود).
تا سال ۲۰۲۴، محصولات برچسب‌گذاری شده به عنوان «ویسکی ژاپنی» باید با مقررات جدید مطابقت داشته باشند. ویسکی ژاپنی باید در ژاپن تخمیر، تقطیر، پیر و بسته‌بندی شود، از مقداری دانه مالت در مخلوط خود استفاده کند و از آبی که از ژاپن تأمین می‌شود، استفاده نماید.
یکی از جنبه‌های سبک ویسکی ژاپنی به نحوه تولید ویسکی مخلوط و ماهیت متفاوت صنعت در ژاپن برمی‌گردد. با وجود افزایش علاقه در زمان اخیر به ویسکی‌های تک مالت، اکثریت قریب به اتفاق ویسکی‌های فروخته شده در جهان هنوز مخلوط هستند. در اسکاتلند، اگرچه یک برند خاص ویسکی مخلوط ممکن است متعلق به شرکتی باشد که مالک یک یا چند کارخانه تقطیر نیز هست، معمول است که بطری‌کنندگان ویسکی مخلوط با ویسکی‌های تک مالت معامله کنند. اجزای یک مخلوط ممکن است شامل ویسکی مالت از چندین کارخانه تقطیر باشد که ممکن است متعلق به شرکت‌های مختلفی نیز باشند. اما در ژاپن، صنعت عمودی یکپارچه است، به این معنی که شرکت‌های ویسکی هم کارخانه‌های تقطیر و هم برندهای ویسکی‌های مخلوط را در اختیار دارند و با رقبای خود تجارت نمی‌کنند؛ بنابراین، یک ویسکی مخلوط در ژاپن معمولاً فقط شامل ویسکی مالت از کارخانه‌های تقطیر متعلق به همان شرکت خواهد بود.

## تاریخچه
دو نفر از تأثیرگذارترین شخصیت‌ها در تاریخ ویسکی ژاپنی، شینجیرو توری و ماساتاکا تاکتسورو هستند. توری یک عمده‌فروش دارویی و بنیان‌گذار کاتوبوکییا (که بعداً به سانتوری تبدیل شد) بود. او شروع به واردات مشروبات الکلی غربی کرد و بعداً برندی به نام «شراب بندر آکاداما» را ایجاد کرد که بر اساس یک شراب پرتغالی بود و او را به یک تاجر موفق تبدیل نمود. با این حال، او از این موفقیت راضی نبود و بنابراین دست به کار جدیدی زد که قرار بود به حرفه تمام عمرش تبدیل شود: ساخت ویسکی ژاپنی برای مردم ژاپن. با وجود مخالفت شدید از سوی مدیران شرکت، توری تصمیم به ساخت اولین کارخانه تقطیر ویسکی ژاپنی در یامازاکی، حومه کیوتو گرفت، منطقه‌ای که به خاطر آب عالی‌اش مشهور است و استاد چای افسانه‌ای سن نو ریکیو در آنجا چایخانه خود را ساخت.
توری، تاکتسورو را به عنوان مدیر یک کارخانه تقطیر استخدام کرد. تاکتسورو هنر تقطیر را در اسکاتلند مطالعه کرده بود و این دانش را در اوایل دهه ۱۹۲۰ به ژاپن بازگرداند. در حین کار برای کاتوبوکییا، او نقش کلیدی در کمک به توری برای تأسیس کارخانه تقطیر یامازاکی ایفا نمود. در سال ۱۹۳۴، او کاتوبوکییا را ترک کرد تا شرکت خود را تأسیس کند—داینپونکاجو—که بعداً نامش به نیکا تغییر یافت. در این تلاش جدید، او کارخانه تقطیر یویچی را در هوکایدو تأسیس کرد.
اولین غربی‌هایی که ویسکی ژاپنی را چشیدند، سربازان نیروی اعزامی آمریکایی سیبری بودند که در سپتامبر ۱۹۱۸ در هاکوداته مرخصی ساحلی داشتند. برندی به نام کوئین جورج، که توسط یکی از آمریکایی‌ها به عنوان «ویسکی اسکاتلندی ساخته شده در ژاپن» توصیف شده بود، به‌طور گسترده‌ای در دسترس بود. دقیقاً ساختار محصول مشخص نیست، اما به شدت قوی بود و احتمالاً بسیار متفاوت از ویسکی اسکاتلندی نیز بوده است.
اولین ویسکی ساخته شده در ژاپن، Suntory Shirofuda بود که در سال ۱۹۲۹ عرضه شد.
از اواسط دهه ۱۹۵۰، محبوبیت ویسکی شروع به افزایش کرد و سه برند بزرگ سونتوری، دایکاکو بودوشو (که بعداً به شرکت مرسیان تغییر نام داد) و نیکا برای کسب مقام اول رقابت کردند که به آن «جنگ‌های ویسکی» گفته می‌شود. از دهه ۱۹۶۰، آداب و رسوم منحصر به فرد ژاپنی در مورد ویسکی شروع به ظهور کرد. نوشیدن ویسکی با غذاهای ژاپنی محبوب شد و سیستم «نگه‌داشتن بطری» در بارها و ایزاکا ریشه دواند و نوشیدن میزاوری (ja:水割り)، ویسکی رقیق شده با ۲ تا ۲٫۵ برابر آب، در میان مردم محبوب شد.
در سال ۱۹۷۱، محدودیت‌های مختلف بر تجارت ویسکی لغو شد و به واردکنندگان ژاپنی اجازه داده شد تا ویسکی خارجی را بدون هیچ گونه محدودیت در کمیت یا ارزش وارد کنند. در سال ۱۹۷۳، شرکت کیرین وارد کسب و کار ویسکی شد. در سال ۱۹۸۰، سونتوری ۱۲٫۴ میلیون جعبه «اولد» ارسال کرد و بالاترین حجم فروش سالانه را برای یک برند به دست آورد. پس از رسیدن به اوج خود در سال ۱۹۸۳، مصرف ویسکی در ژاپن رو به کاهش گذاشت و به‌طور قابل توجهی از آبجوی ژاپنی، شوچو و ساکی عقب ماند و در سال ۲۰۰۸، تنها ۲۰٪ از سطح ۱۹۸۳ مصرف شد.
با این حال، مصرف ویسکی از حدود ۲۰۰۸، به ویژه به دلیل جنون هایبال، دوباره شروع به افزایش کرد و محبوبیت ویسکی به طرز چشمگیری در سال ۲۰۱۴ افزایش یافت، زمانی که زندگی بنیان‌گذار نیکا، ماساتاکا تاکتسورو، در درام ماسان (マッサン) شبکه NHK به تصویر کشیده شد. علاوه بر این، ویسکی ژاپنی شروع به کسب جوایز در مسابقات بین‌المللی کرد و صادرات آن به خارج از ژاپن نیز افزایش یافت. به همین دلیل، تقاضا برای ویسکی ژاپنی از دهه ۲۰۱۰ به شدت از عرضه پیشی گرفت و تولید بسیاری از محصولات متوقف شد. دو دلیل وجود دارد که چرا کمبود عرضه ویسکی به راحتی حل نشده است. اول این است که از ۱۹۸۳ تا ۲۰۰۸، مصرف ویسکی در ژاپن به کاهش ادامه داد و شرکت‌ها تولید را کاهش دادند و منجر به موجودی کم شد. دلیل دوم این است که ویسکی باید برای مدت طولانی در بشکه‌ها نگهداری شود تا به فرایند تولید آن به پایان برسد، بنابراین حتی اگر شرکت‌ها مقدار ویسکی تقطیر شده را افزایش دهند، نمی‌توانند آن را بلافاصله ارسال کنند.
در سال ۲۰۰۸، ایچیرو آکوتو عملیات در کارخانه تقطیر چیچیبو را آغاز کرد. این اولین بار در ۳۵ سال بود که دولت ژاپن مجوز تولید ویسکی را به یک شرکت جدید اعطا نمود. کارخانه چچیبو در مسابقات ملی و بین‌المللی جوایز زیادی کسب کرد. موفقیت کارخانه چچیبو منجر به افزایش تعداد شرکت‌هایی شد که وارد کسب و کار ویسکی شدند و ساخت کارخانه‌های تقطیر ویسکی در سرتاسر ژاپن آغاز شد.
تا دهه ۲۰۲۰، کارخانه‌های تقطیر ژاپنی شروع به واردات مشروبات الکلی برای استفاده در مخلوط‌ها کردند. در سال ۲۰۲۱، انجمن سازندگان مشروبات الکلی و لیکور ژاپن تعریف «ویسکی ژاپنی» را به عنوان استاندارد داوطلبانه انجمن اعلام کرد. ۸۲ شرکتی که عضو این انجمن هستند، به این قانون ملزم هستند و هر ویسکی که به روشی ساخته شود که با این تعریف مطابقت نداشته باشد، نمی‌تواند کلمات «ویسکی ژاپنی» یا کلمات معانی ویسکی ژاپنی را بر روی برچسب خود داشته باشد. همچنین، اگر برچسب به وضوح بیان نکند که ویسکی با تعریف ویسکی ژاپنی مطابقت ندارد، اجازه نخواهد داشت نام مکان، شخص یا پرچمی که یادآور ژاپن است را به تصویر بکشد. مهلت اعمال این قانون تا سال ۲۰۲۴ است.
تا سال ۲۰۲۲، ارزش صادرات مشروبات الکلی ژاپن حدود ۱۳۹٫۲ میلیارد ین بود که ویسکی ژاپنی با ۵۶٫۱ میلیارد ین در مقام اول و ساکه با ۴۷٫۵ میلیارد ین در مقام دوم قرار داشت.

## اعتبار

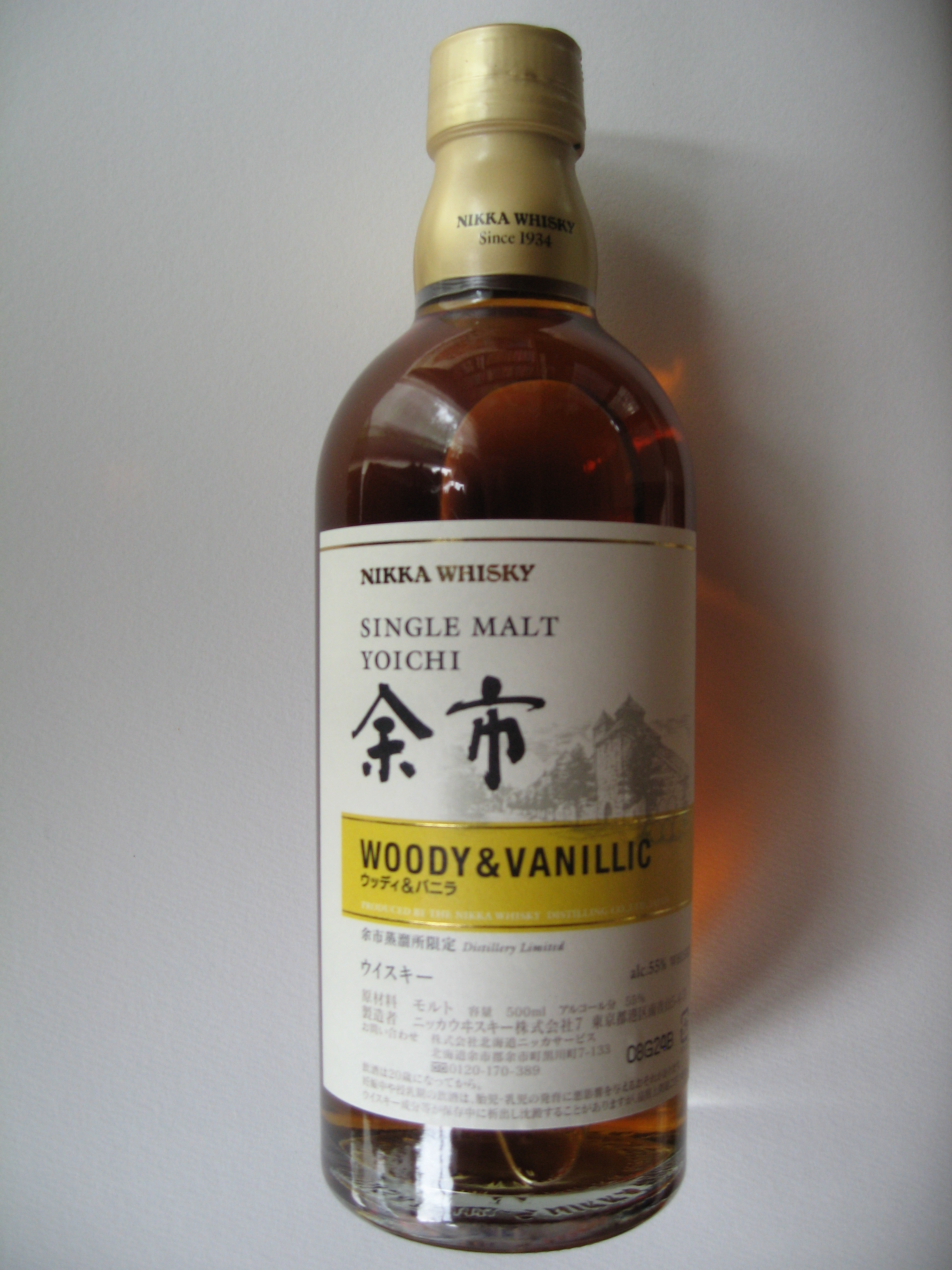
نیکا یویچی تک مالت چوبی و وانیلی

قبل از سال ۲۰۰۰، بازار ویسکی‌های ژاپنی تقریباً به‌طور کامل داخلی بود، اما این وضعیت در سال ۲۰۰۱ تغییر کرد، زمانی که ویسکی تک مالت ۱۰ ساله یویچی نیکا در جوایز Whisky Magazine عنوان «بهترین از بهترین‌ها» را به دست آورد.
در تست چشیدن بدون دیدن که توسط مجله ویسکی در سال ۲۰۰۳ برگزار شد و نتایج آن در شماره ۳۰ WM منتشر گشت، برندگان دسته «ویسکی‌های ژاپنی» به شرح زیر بودند:
1. هیبیکی ۲۱ ساله ۴۳٪ (ترکیبی)
2. نیکا یوچی ۱۰ ساله اسکاتلندی ۵۹٫۹٪
3. بشکه بوربن یامازاکی ۱۹۹۱، ۶۰٪
4. کارویوزاوا ۱۷ ساله ۴۰٪ (مالت خالص)

در رتبه‌بندی اصلی (که شامل همه دسته‌بندی‌های ویسکی می‌شود)، هیبیکی ۲۱ ساله به رتبه ۹ و نیکا یویچی ۱۰ ساله به رتبه ۱۴ دست یافتند.
در سال ۲۰۰۴، ویسکی ۱۸ ساله یامازاکی به بازار ایالات متحده معرفی شد. ویسکی‌های ژاپنی، به ویژه سونتوری، جوایز بالایی را در مسابقات بین‌المللی کسب کرده‌اند. در چالش بین‌المللی نوشیدنی‌های الکلی سال ۲۰۰۳، سونتوری یامازاکی مدال طلا را کسب کرد و ویسکی‌های سونتوری هر سال از ۲۰۱۳ به بعد مدال طلا را به دست آوردند، با این حال، هر سه ویسکی مالت در سال‌های ۲۰۱۲ (یامازاکی ۱۸ ساله و هاکوشو ۲۵ ساله) یا ۲۰۱۳ (هیبیکی ۲۱ ساله) جایزه (جایزه اصلی) را کسب کردند و سونتوری خود در سال‌های ۲۰۱۰، ۲۰۱۲ و ۲۰۱۳ به عنوان تولیدکننده سال شناخته شد. این تحسین باعث شد تا کارخانه‌های تقطیر ژاپنی به بازارهای خارجی روی آورند.
ویسکی ژاپنی هر سال از اولین رویداد در سال ۲۰۰۷ تا ۲۰۲۲، بالاترین جایزه جهانی را در برخی دسته‌ها در جوایز جهانی ویسکی، که توسط مجله ویسکی برگزار می‌شود، کسب کرده است. مجله ویسکی مجموعه‌ای از تست‌های چشیدن بدون دیدن را سازماندهی کرده است که شامل ویسکی‌های تک مالت ژاپنی در کنار مالت‌هایی از کارخانه‌هایی است که به عنوان بهترین‌ها در اسکاتلند شناخته می‌شوند. در چندین مورد، نتایج نشان داده‌اند که ویسکی‌های تک مالت ژاپنی (به ویژه ویسکی‌های یویچی نیکا و یامازاکی سونتوری) امتیاز بالاتری نسبت به همتایان اسکاتلندی خود کسب کرده‌اند.
ویسکی تولید شده توسط شرکت ونتوره ویسکی، که مالک کارخانه تقطیر چیچیبو است، نیز به شدت مورد ارزیابی قرار گرفت و در رقابتی که توسط مجله ویسکی برگزار شد، برای پنج سال متوالی از ۲۰۱۷ تا ۲۰۲۱ در دسته «بهترین ویسکی مخلوط محدود جهان» برنده شد.
در سال ۲۰۲۲، کارخانه تقطیر آکشی جایزه اصلی را در دسته «بهترین ویسکی مخلوط» و کارخانه تقطیر آساکا جایزه اصلی را در دسته «بهترین ویسکی مالت مخلوط» در رقابتی که توسط مجله ویسکی برگزار شد، کسب کردند.
محبوبیت روزافزون ویسکی ژاپنی باعث افزایش قیمت‌ها، به ویژه برای محصولات کمیاب‌تر، شده است. در اوت ۲۰۱۸، یک نسخه اول ۵۰ ساله یامازاکی در حراجی بونامز در هنگ کنگ به قیمت رکوردشکن ۳۴۳۰۰۰ دلار فروخته شد. در اوایل ۲۰۲۰، سونتوری ۱۰۰ بطری از ویسکی ۵۵ ساله یامازاکی را در ژاپن به قیمت سه میلیون ین (۲۰٬۷۰۰ دلار) به قید قرعه فروخت. یکی از این بطری‌ها در حراجی هنگ کنگ در اوت همان سال به قیمت حدود ۸۰۰٬۰۰۰ دلار فروخته شد؛ در اوت ۲۰۲۲، «جوکر»، ویسکی‌ای که توسط آکوتو ایچیرو که کارخانه تقطیر چیچیبو را اداره می‌کند و از ویسکی اصلی کارخانه تقطیر هانیو استفاده می‌کند، به قیمت ۵۰۰٬۰۰۰ دلار هنگ کنگ فروخته شد.

## کارخانه‌های تقطیر

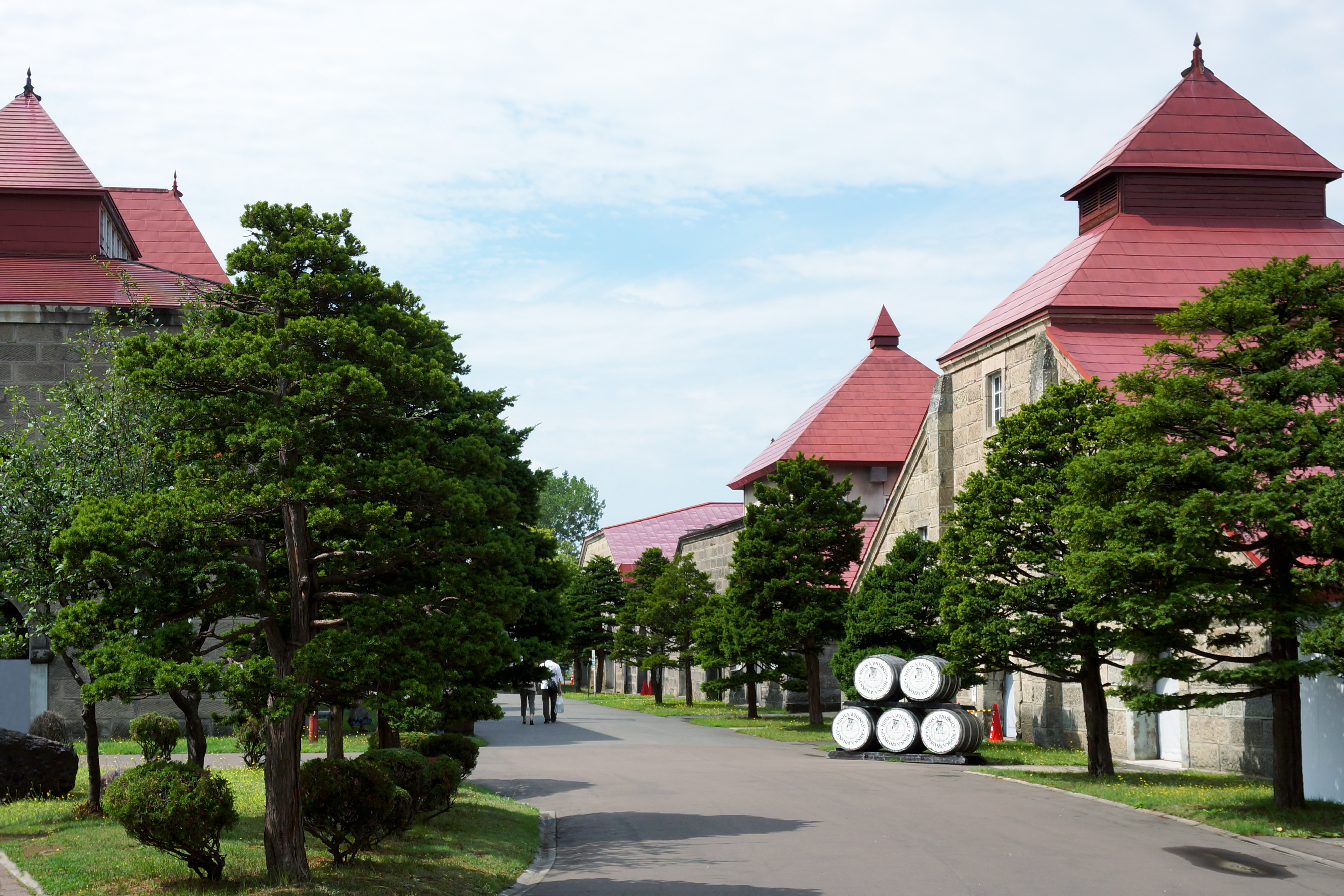
تقطیر یواچی ویسکی نیکا، یوایچی، هوکایدو

در سال ۲۰۰۸، کارخانه تقطیر چیچیبو فعالیت خود را آغاز کرد. این اولین بار در ۳۵ سال گذشته بود که دولت ژاپن مجوز تولید ویسکی جدیدی را صادر می‌کرد. موفقیت کارخانه چچیبو باعث شد تا شرکت‌های تولیدکننده ساکی و شوچو و همچنین شرکت‌هایی از صنایع دیگر، به صنعت ویسکی وارد شوند و کارخانه‌های تقطیر در سرتاسر ژاپن ساخته شوند. علاوه بر این، شرکت‌هایی که به دلیل کاهش تقاضا برای ویسکی، تولید را متوقف کرده بودند، دوباره به تولید روی آوردند یا کارخانه‌های جدیدی را راه‌اندازی کردند. تا سال ۲۰۱۱، زمانی که کارخانه تقطیر شینشو مارس دوباره بازگشایی شد، حدود نه کارخانه فعال ویسکی در ژاپن وجود داشت. تا اکتبر ۲۰۲۲، ۵۹ کارخانه ویسکی در ژاپن وجود دارد، از جمله کارخانه‌هایی که در حال ساخت و برنامه‌ریزی هستند. کارخانه‌های تقطیر تا سال ۲۰۲۲ شامل موارد زیر هستند:

### قبل از سال ۲۰۰۸ در حال فعالیت است
- یامازاکی: متعلق به سانتوری. بین اوساکا و کیوتو در جزیره اصلی هونشو واقع شده است.
- هاکوشو: متعلق به سانتوری است. واقع در استان یاماناشی.
- چیتا: متعلق به سانتوری. واقع در تأسیسات سان گرین بندر ناگویا در چیتا، استان آیچی.
- یوایچی: متعلق به نیکا. واقع در یوایچی در جزیره شمالی هوکایدو.
- میاگیکیو (سندای سابق): متعلق به نیکا است. واقع در شمال جزیره اصلی، نزدیک شهر سندای، استان میاگی.
- فوجی گوتمبا: متعلق به کیرین. در دامنه کوه فوجی در استان شیزوئوکا واقع شده است.
- بلوط سفید: متعلق به ایگاشیما شوزو واقع در استان هیوگو.

### بهره‌برداری و بهره‌برداری مجدد پس از سال ۲۰۰۸
- چیچیبو

- چیچیبو: نزدیک چیچیبو در استان سایتاما. این کارخانه تقطیر جدید چیچیبو است که توسط ایچیرو آکوتو، نوه تقطیر در هانیو تأسیس شده است. در سال ۲۰۰۸ افتتاح شد.
- چیچیبو داینی: این دومین کارخانه تقطیر است که توسط ایچیرو آکوتو اداره می‌شود. تقطیر در سال ۲۰۱۹ آغاز شد.

## مصرف

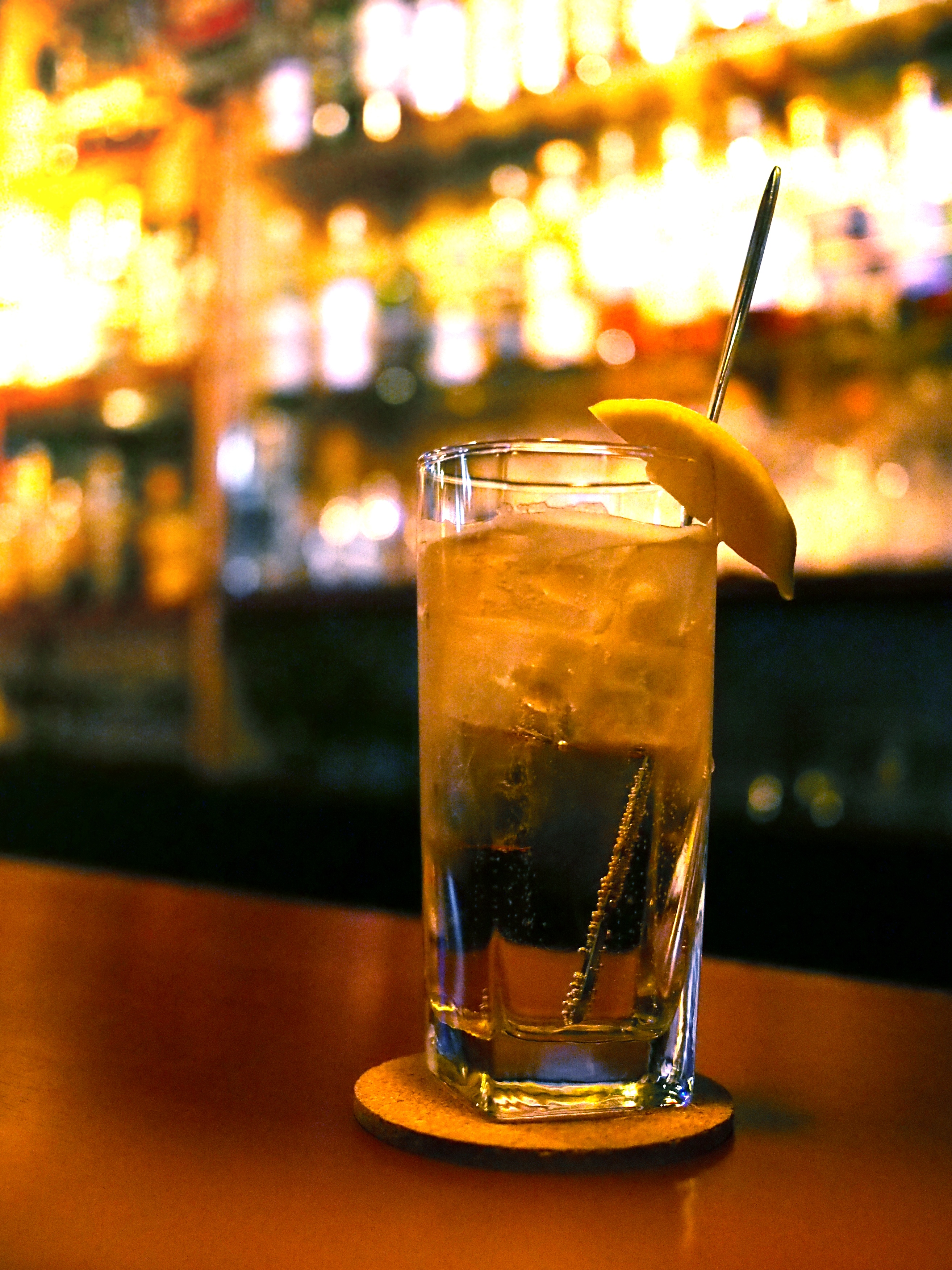
یک هایبال ویسکی در یک بار در ژاپن

ویسکی ژاپنی به‌طور معمول مانند ویسکی اسکاتلندی یا مانند شوچو مصرف می‌شود. بخش عمده‌ای از ویسکی مخلوط ژاپنی در کوکتل‌ها مصرف می‌گردد، به‌ویژه به‌عنوان ویسکی هایبال (مشابه با به ویسکی‌های بال شوچو، معروف به چوهای)، در حالی که ویسکی‌های باکیفیت مانند ویسکی اسکاتلندی، عمدتاً به‌صورت خالص یا با یخ نوشیده می‌شوند. تبلیغات برای ویسکی مخلوط معمولاً نشان می‌دهد که آن را در هایبال مصرف می‌کنند و هایبال‌هایی که با کاکوبین سانتوری تهیه می‌شوند، به‌عنوان kaku-hai (カクハイ) برندگذاری شده‌اند.
علاوه بر سودا (در هایبال)، ویسکی ژاپنی به‌ویژه در زمستان، اغلب با آب گرم o-yu-wari (お湯割り) مخلوط می‌شود، یا با آب سرد mizu-wari (水割り)، به‌ویژه در تابستان، همان‌طور که این ترکیب با شوچو استفاده می‌شود. ویسکی همچنین، به‌ویژه در نوشیدنی‌های مخلوط، به خصوص هایبال‌ها، معمولاً با غذا نوشیده می‌شود. رواج مخلوط کردن ویسکی با سودا یا آب به‌ویژه به تابستان گرم و شرجی ژاپن نسبت داده می‌شود، از این رو محبوبیت نوشیدنی‌های بلند (long drink) نیز به همین دلیل است.

### کتابشناسی

#### مقالات
- Baker, Andrew (6 November 2014). "Japanese whisky culture: how it became both staple and status symbol". The Daily Telegraph. Archived from the original on 12 January 2022. Retrieved 11 November 2014.
- Bunting, Chris (June 2011). "Japanese Whisky 101: Beginner's guide to Japanese Whisky". Connosr Distilled. Connosr Ltd (#4).
- Cha, Frances (26 March 2014). "Bamboo Forest vs. Stone Castle: The rival empires of Japanese whiskey [sic]". CNN. Retrieved 23 May 2014.
- Comiskey, Patrick (13 March 2013). "Suntory Rising: The Rise of Japanese Whiskey [sic]". LA Weekly. Retrieved 23 May 2014.
- Hornyak, Tim (12 April 2012). "Japan's northernmost distillery". bbc.com. British Broadcasting Corporation. Retrieved 27 May 2014.
- Hughson, Angus (4 April 2014). "Japanese savour water of life". The Australian. Retrieved 7 June 2014.
- Hutcheon, Kym (October 2005). "Kanpai to the Japanese Whisky Industry!". J@pan Inc. Retrieved 23 May 2014.
- Hyslop, Leah (7 November 2014). "Land of the rising dram: Japanese whisky is a surprise world-beater". The Daily Telegraph. Archived from the original on 12 January 2022. Retrieved 11 November 2014.
- McCoy, Elin (20 March 2014). "How Japanese Single Malts Surpassed Scotland's Finest". Bloomberg. Retrieved 23 May 2014.
- McCurry, Justin (21 April 2009). "Japanese whisky leaves traditionalists on the rocks". The Guardian. Retrieved 23 March 2014.
- Martell, Neville (5 September 2013). "Japanese Whiskey [sic] Teases U.S. Consumers By Playing Hard To Get". NPR. Retrieved 23 May 2014.
- Moss, Stephen (24 May 2013). "Japanese distiller aims to revolutionise whisky drinking". The Guardian. Retrieved 11 November 2014.
- Olmsted, Larry (20 February 2013). "Fine Whiskey [sic] From Japan - The Next Big Thing". Forbes. Retrieved 23 May 2014.
- Olmsted, Larry (12 January 2014). "Sniffing out Japan's whiskey [sic] trail". USA Today. Retrieved 23 May 2014.
- Orchant, Rebecca (1 August 2013). "Japanese Whisky: How And Why Suntory Is Taking Over". The Huffington Post. Retrieved 23 May 2014.
- Osborne, Lawrence (25 April 2013). "Japanese Whisky: The finest single malt in the world is no longer from Scotland". The Wall Street Journal. Retrieved 4 April 2014.
- Perkins, Charis (9 May 2014). "Spirited away by Japanese whisky". The Australian Financial Review. Retrieved 23 May 2014.
- Ross, Christopher (24 May 2013). "All the Rage: Japanese Whiskey [sic] Takes Manhattan". The New York Times. Retrieved 26 May 2014.
- Rothman, Jordana (6 March 2014). "Spirited Away: The Japanese Whisky You Should Be Drinking Right Now". Grub Street. Retrieved 23 May 2014.
- Simon (26 March 2014). "A Look at Nikka Whisky". BarLifeUK website. BarLifeUK. Archived from the original on 28 May 2014. Retrieved 27 May 2014.
- Simonson, Robert (11 September 2012). "Japanese Whiskeys [sic], Translated From the Scottish". The New York Times. Retrieved 26 May 2014.
- Wilson, Jason (18 January 2012). "It's Suntory time". The Washington Post. Retrieved 23 May 2014.

#### کتاب‌ها
- Ashcraft, Brian (2018). Japanese Whisky: The Ultimate Guide to the World's Most Desirable Spirit. North Clarendon, VT: Tuttle Publishing. ISBN 9784805314098.
- Broom, Dave (2017). The Way of Whisky: A Journey Around Japanese Whisky. London: Mitchell Beazley. ISBN 9781784721428.
- Bunting, Chris (2011). Drinking Japan: A Guide to Japan's Best Drinks and Drinking Establishments. Tokyo: Tuttle Publishing. ISBN 9784805310540.
- Buxrud, Ulf (2008). Japanese Whisky: Facts, Figures and Taste. Malmö, Sweden: DataAnalys Scandinavia. ISBN 9789163320934.
- الگو:Buxton-101 World
- Checkland, Olive (1998). Japanese Whisky, Scotch Blend: Masataka Taketsuru, the Japanese whisky king and Rita, his Scotch wife. Dalkeith: Scottish Cultural Press. ISBN 1840170034.
- Grossman, Harold J.; Lembeck, Harriet (1977). Grossman's Guide to Wines, Beers, and Spirits (6th rev. ed.). New York: Charles Scribner's Sons. pp. 343–4. ISBN 0684150336.
- Roskrow, Dominic (2016). Whisky Japan: The Essential Guide to the World's Most Exotic Whisky. New York: Kodansha USA. ISBN 9781568365756.
- Van Eycken, Stefan (2017). Whisky Rising: The Definitive Guide to the Finest Whiskies and Distillers of Japan. Kennebunkport, Maine: Cider Mill Press. ISBN 9781604336979.